# Wenzelkirche (Schrebitz)

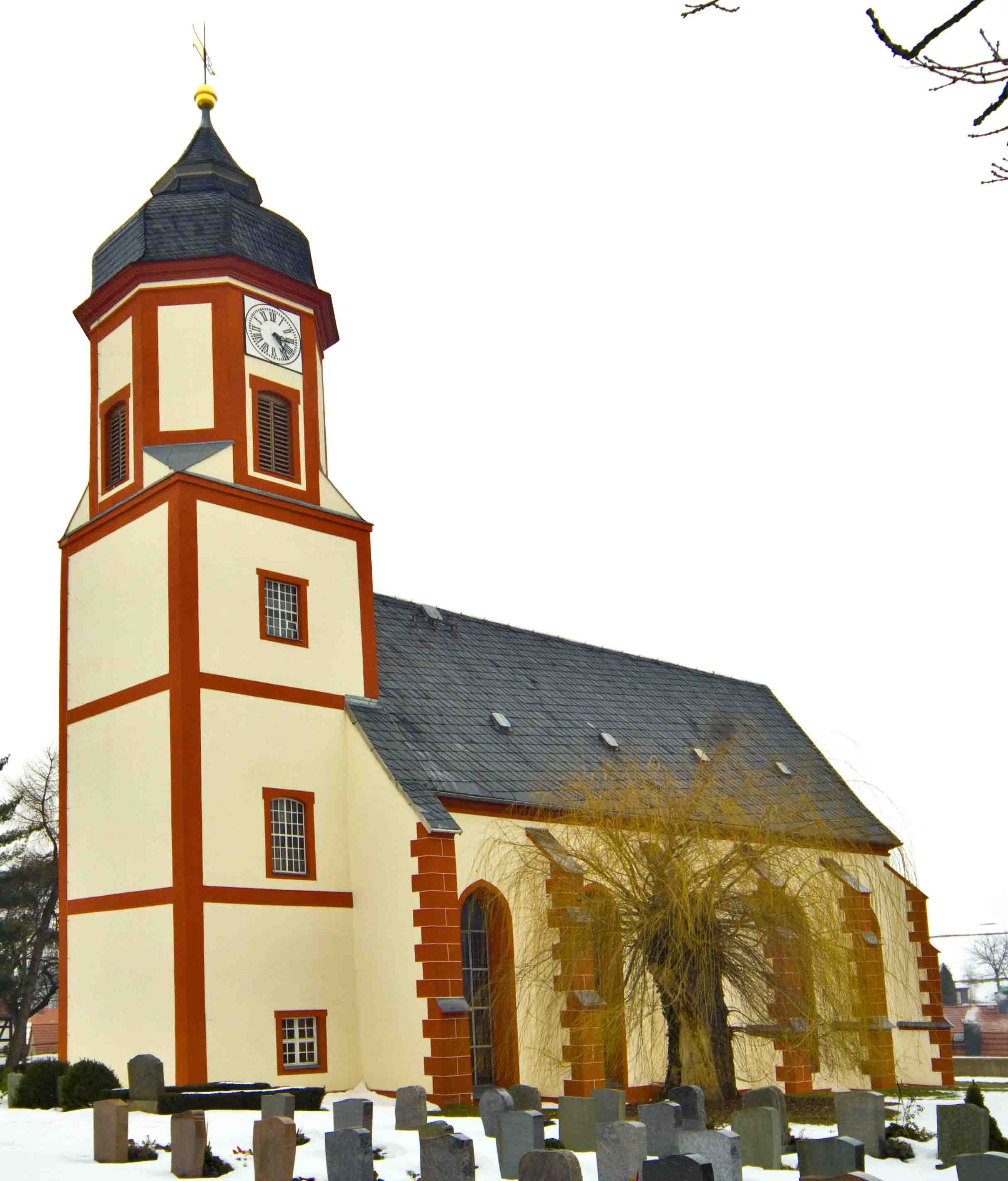
Nordostseite der Kirche Schrebitz (2010)

Die Schrebitzer Wenzelkirche ist eine spätgotische Saalkirche in Schrebitz aus der ersten Hälfte des 16. Jahrhunderts.

## Baubeschreibung

Seitenansicht mit verändertem Turm nach 1980

Grundriss

Querschnitt

Die Kirche ist ein langgestreckter verputzter Bau aus Bruchsteinmauerwerk mit Fünfachtel-Chorschluss und Strebepfeilern aus den Jahren 1500 bis 1520, der nachträglich um ein Joch verlängert wurde. Als Werkstein wurde dabei Rochlitzer Porphyr verwendet, der zur Entstehungszeit ziegel- bis englischrot mit schwarzen Begrenzungstrichen zur Kappe hin farblich gefasst war. Das ursprünglich gotische Maßwerk und ein Strebepfeiler im Süden fehlen. Die aus beiderseitig aus je zwei Kehlen entstehenden Rippen bilden ein Netzgewölbe, ähnlich der Marienkirche in Torgau und haben am südlichen Chorpfeiler Rippenansätze mit mehrfachen Durchdringungen und Nasenbildungen. Auch die Eingangshalle ist in die Bauzeit um 1520 einzuordnen. Die vor dieser Bauzeit entstandene gotische Westtür wurde als Zugang zum Dachboden in den Turm versetzt. Der hohe Westturm hat ein oktogonales Glockengeschoss und eine geschweifte Haube.

## Ausstattung
Das Glockenwerk besteht aus zwei Eisenglocken, die mittlere Glocke – 57 cm weit und 49 cm hoch – trägt die Inschrift: „… im Monath Oktober 1745“. Die Turmuhr von 1745 stammt von Uhrmachermeister Finsterbusch aus Döbeln, das alte Uhrwerk ist noch auf dem Dachboden erhalten, es wurde durch einen modernen Antrieb ersetzt.

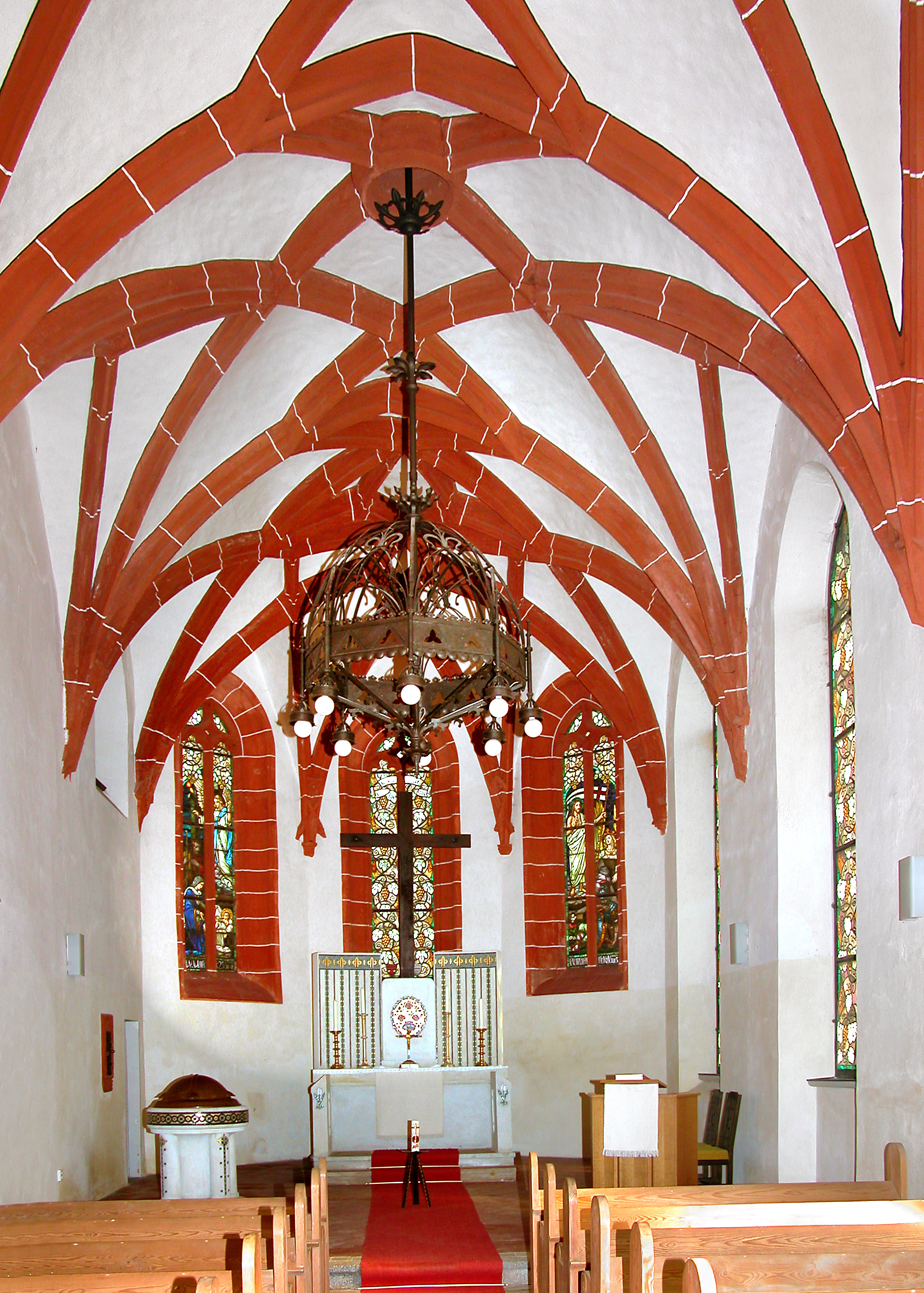
Blick zum Altar

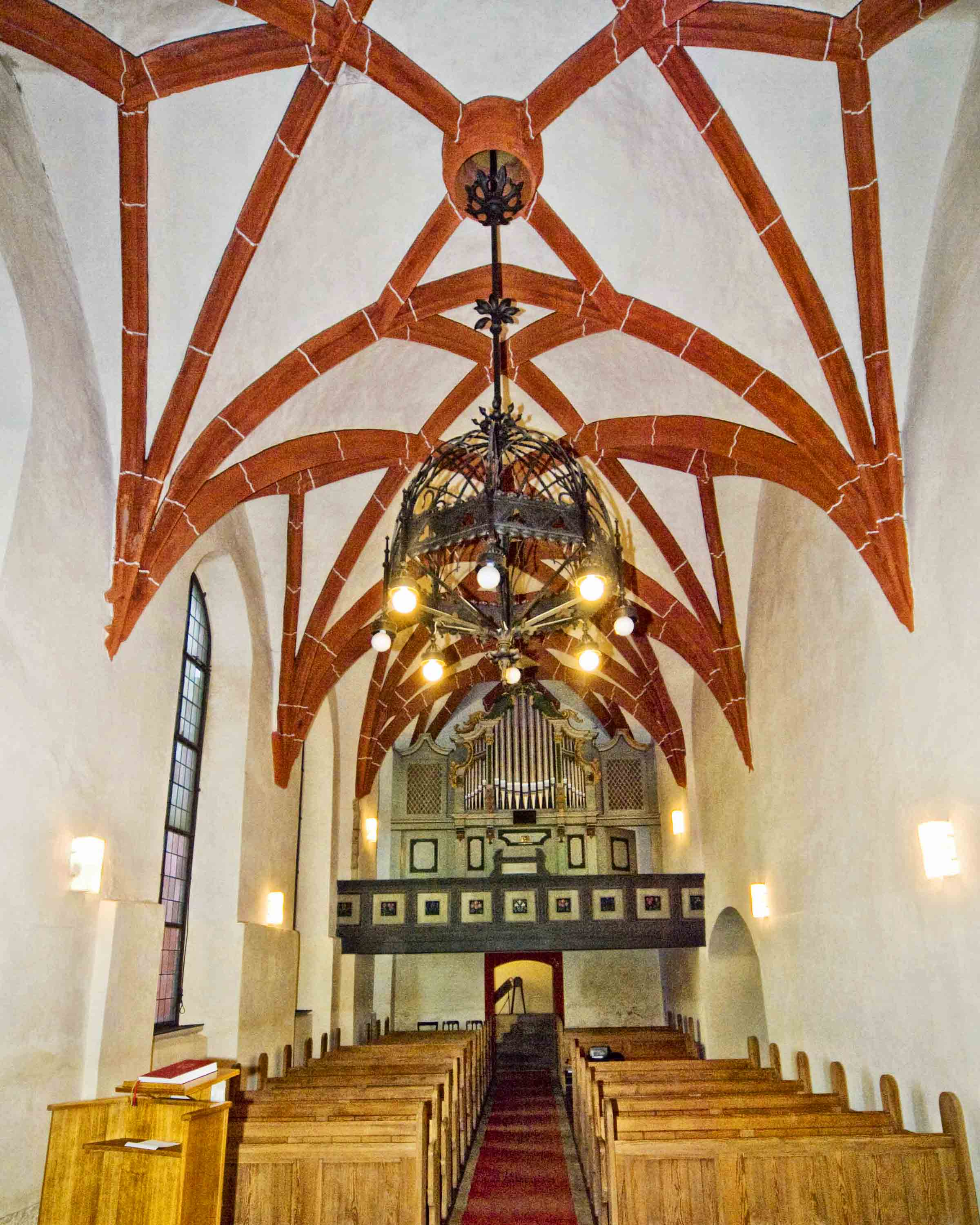
Innenansicht Blickrichtung Westen

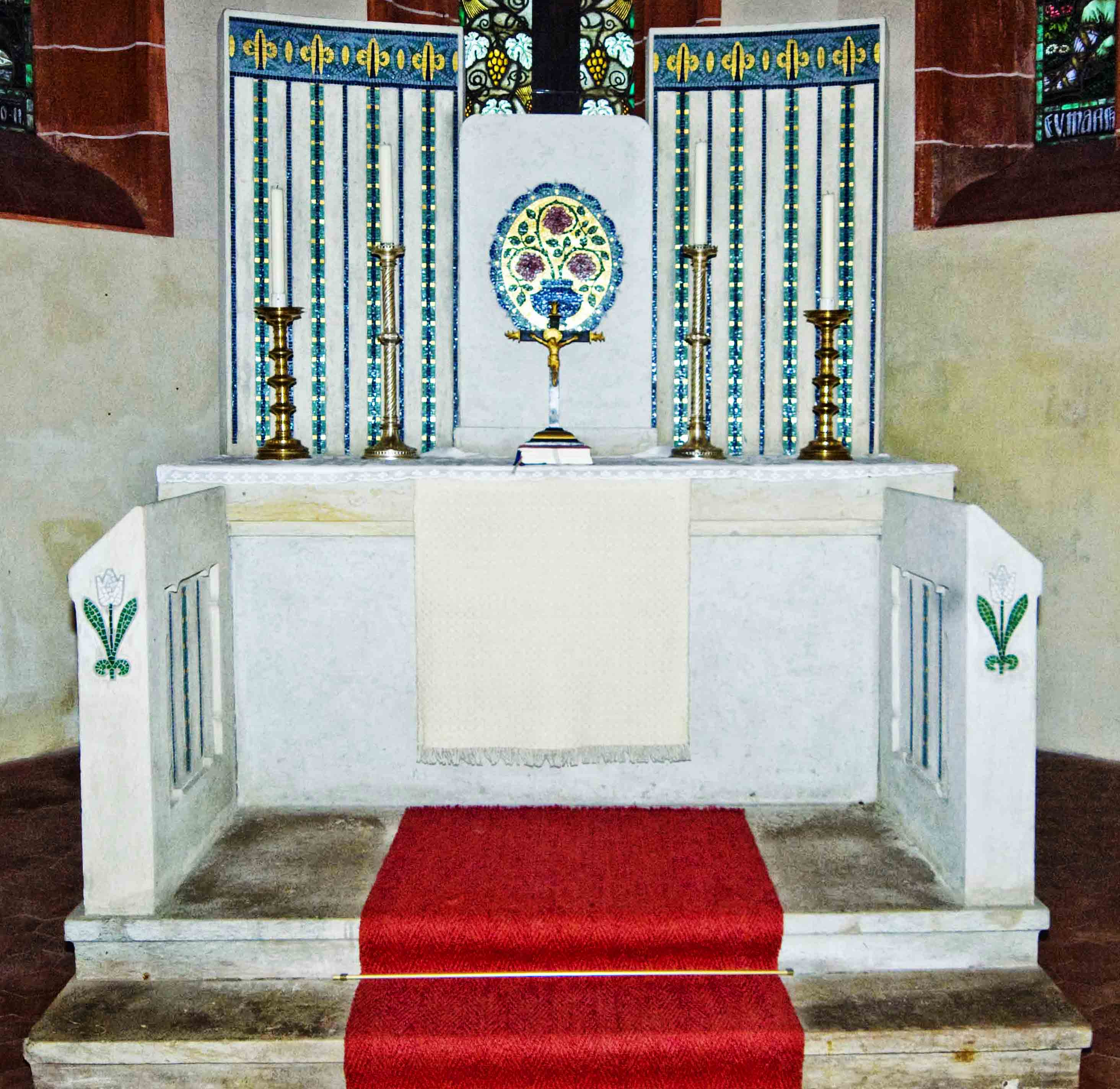
Jugendstilaltar

Im Chor befinden sich Buntglasfenster mit Weinranken und -reben, sowie seitlich des Altars mit der Darstellung der Geburt und der Auferstehung Jesu Christi von Bruno Urban aus dem Jahr 1910. In den Fenstern sind die Namen der Stifter, unter anderem Clara Uhlemann, verzeichnet. Der Altar ist ein Werk des Jugendstil.
Das Kruzifix ist ein 155 cm langes, derbes Werk aus der Bauphase des 16. Jahrhunderts, der Korpus ist bei einer geplanten Umsetzung abgefallen, wurde nicht wieder montiert und ist reparaturbedürftig. Das Taufbecken aus getriebenem Kupfer hat einen Durchmesser von 55 cm und ist mit Blumenranken, in der Mitte mit der Verkündigung Maria in Kufischer Schrift verziert. Es stammt aus dem 16. Jahrhundert.
Die barocke Empore stammt von 1744. Die Brüstung ist mit Blumenmotiven bemalt. An der Nordwand, über zwei Wappenschilden befindet sich ein gotisches Sakramenthäuschen aus Rochlitzer Porphyr mit schmiedeeisernem Gitter, darüber Maßwerk. Das Sakramenthäuschen stammt aus Rittmitz bei Ostrau aus der um 1970 aufgegebenen Kirche.

### Orgel
Die Orgel wurde 1756 von Orgelbaumeister Johann Ernst Hähnel (1697–1777) aus Pausitz im Barockstil errichtet. Das Werk wurde von Hermann Eule (1872–1929) verändert. Diese Orgel wurde aufgrund der Bauschäden in den 1970er Jahren zerstört, der Prospekt konnte erhalten werden. Unter großen Anstrengungen gelang der Kirchgemeinde in den achtziger Jahren die Anschaffung einer Ersatzorgel aus der Begräbniskapelle St. Trinitatis aus Dresden.

## Baugeschichte

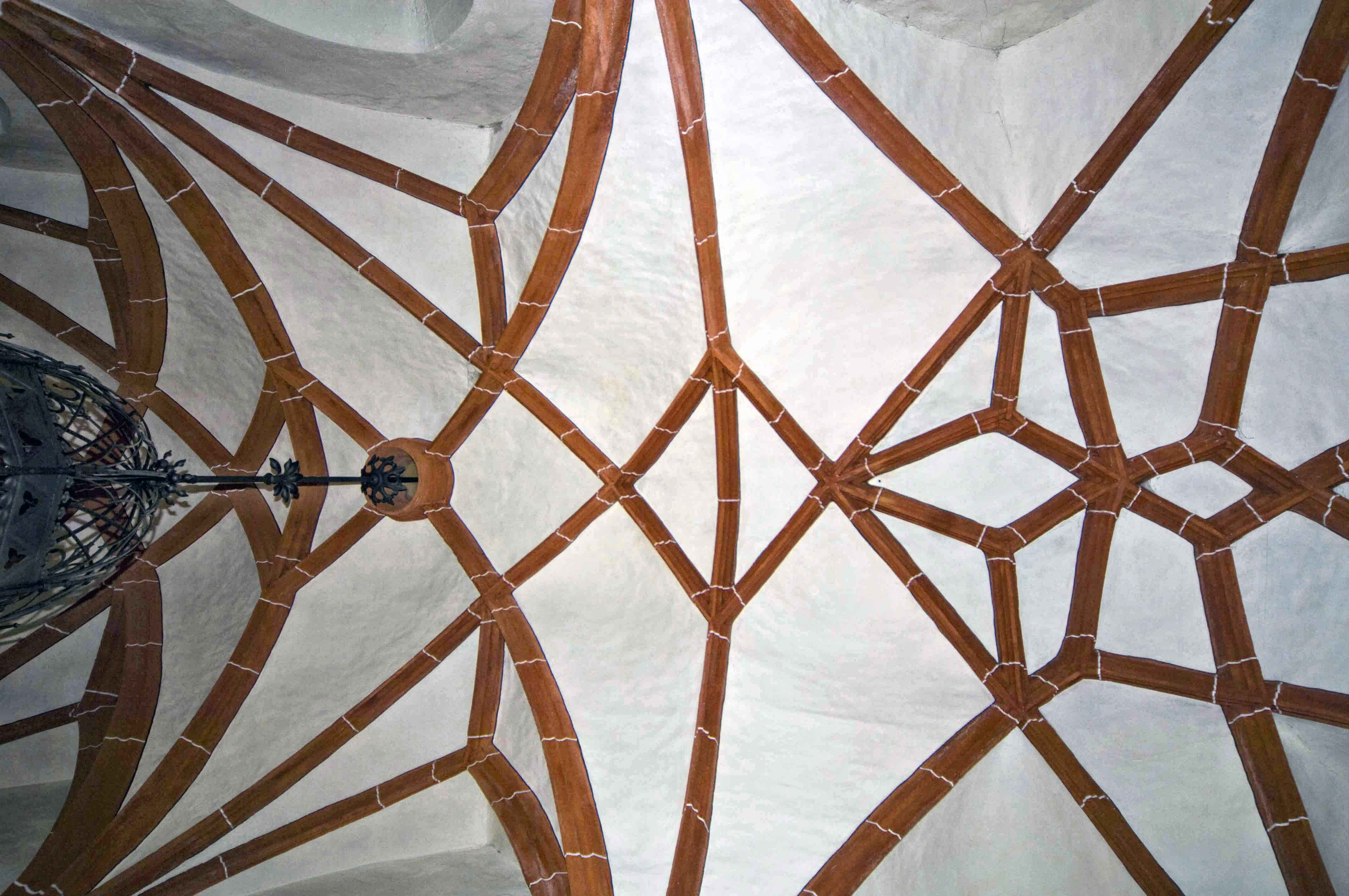
Netzgewölbe

Vom romanischen Vorgängerbau, der Urkirche Schrebitz, gibt es keinen sichtbaren Befund, vermutlich befindet diese sich unter der heutigen Kirche. Dafür spricht die heute noch sichtbare Form des Berings. Eine klärende Grabung ist aufgrund der Nutzung als Friedhof unmöglich. 
Der heute sichtbare Sakralbau stammt aus den Jahren 1500–1520. In dieser Zeit entstand ebenfalls die Eingangshalle südlich vom zweiten Joch (von Westen gezählt). Vom 1. Oktober 1744 bis 7. September 1745 wurde ein neuer Glockenturm errichtet, der alte Turm war 1718 bei einem Sturm eingestürzt. Im gleichen Jahr wurde das Gestühl erneuert und im nördlichen Anbau, wo sich einmal Sakristei, Bahrenhaus und Leichenhalle befanden, entstanden vier Betstuben. 
1886 ersetzte man das Ziegeldach durch ein Schieferdach. 1910 erfolgte im Innern eine Umgestaltung im Jugendstil durch den Kirchenmaler Richard Schultz, die zweite Empore wurde entfernt, die Orgel im Westen der Kirche aufgestellt, der Kanzelaltar abgebaut und leuchtend bunte Kirchenfenster eingesetzt. Im Ersten Weltkrieg verlor die Kirche zwei ihrer Bronzeglocken zu Rüstungszwecken. Die Laterne des Turmes wurde 1965 entfernt und er erhielt seine bis heute markante Optik einer Pickelhaube. Ab 1. April 1978 wurden die durch eindringende Feuchtigkeit entstandenen Bauschäden in Privatinitiativen der Bürger und einer Wochenendbrigade beseitigt. Trotz der enormen DDR-Versorgungsengpässe wurde das Schieferdach erneuert. 2003 wurden die Fassade, das Dach und die äußere Farbgebung erneuert.

## Parochialgeschichte
Bis zur Reformation standen die Ortschaften der Parochie Schrebitz unter der Gerichtsbarkeit des Propstes vom Kloster Seußlitz. Seußlitz übte zudem die Patronatsrechte über Schrebitz aus. Durch die Säkularisation von Seußlitz im Jahr 1539 kam Schrebitz zum Konsistorium Meißen und 1540 zur Superintendentur Oschatz. 1543 wurde aus dem Meißner Afrakloster die Fürstenschule zu Meißen. Ab 1546 musste die Vogtei Schrebitz ihre Abgaben und Zinsen an das Schulamt dieser Fürstenschule entrichten. 1560 wurde eine Pfarrwohnung im Kroppach eingerichtet und gehörte ab da immer dem Schrebitzer Pfarrer als Pfarrgut.
1611 starb der sechste evangelische Pfarrer an der Pest. 1804 wurde die gesamte Kirchenkasse mit wichtigen Dokumenten und 200 Talern gestohlen. Der Diebstahl wurde nie aufgeklärt. Die evangelisch-lutherische Kirchengemeinde gehört heute zum Kirchenbezirk Leisnig-Oschatz und zum Kirchspiel Ablaß mit Ablaß, Börtewitz, Gallschütz, Kiebitz, Rittmitz und Sornzig.

## Namenspatron
Die Kirche ist dem Heiligen Wenzel, einem böhmischen Märtyrer, gewidmet. Die Bauzeit liegt in der Reformation, 1517 schlug Martin Luther seine 95 Thesen in Wittenberg an die Tür der Schlosskirche und die 1520 sich voll entfaltende Reformation wirkte auch auf die neu erbaute katholische Kirche und die Kirchgemeinde Schrebitz ein. Es finden sich in der Literatur Hinweise, dass der Namenspatron bereits für den Vorgängerbau stand.